# 草刈隆郎
草刈 隆郎（くさかり たかお）は、日本の経営者、財界人。1940年、東京都千代田区出身。慶應義塾評議員、日本・ベルギー協会会長。

## 経歴
千代田区立番町小学校、千代田区立麹町中学校、東京都立日比谷高等学校を経て慶應義塾大学経済学部へ入学。在学中は社会政策や労働問題を専門とする黒川俊雄の下で学ぶ。
1964年、慶應大経済学部卒業後、日本郵船に入社。1994年日本郵船取締役、1999年専務昇格後、社長に就任。2004年代表取締役会長に就任。日本経団連副会長に就任。日本政府の規制改革・民間開放推進会議の委員に就任。2006年規制改革・民間開放推進会議議長に就任。2008年日本経団連副会長を任期満了により退任。2009年日本・ベルギー協会会長に就任。2017年公益財団法人犯罪被害救援基金理事長に就任。